# 農磨蘭普
農磨蘭普（泰語發音：[nɔ̌ːŋ būa lām pʰūː]）是泰国的一个镇，是農磨蘭普府的首府。
农磨兰普位于农磨兰普府的中部东侧边界处，距离曼谷东北536公里，乌隆他尼西南约45公里，乌隆他尼与农磨兰普之间可通过210号公路相通。
2022年泰国托儿所枪击案即发生在農磨蘭普，造成39人死亡，10人受伤。